# 도리토스

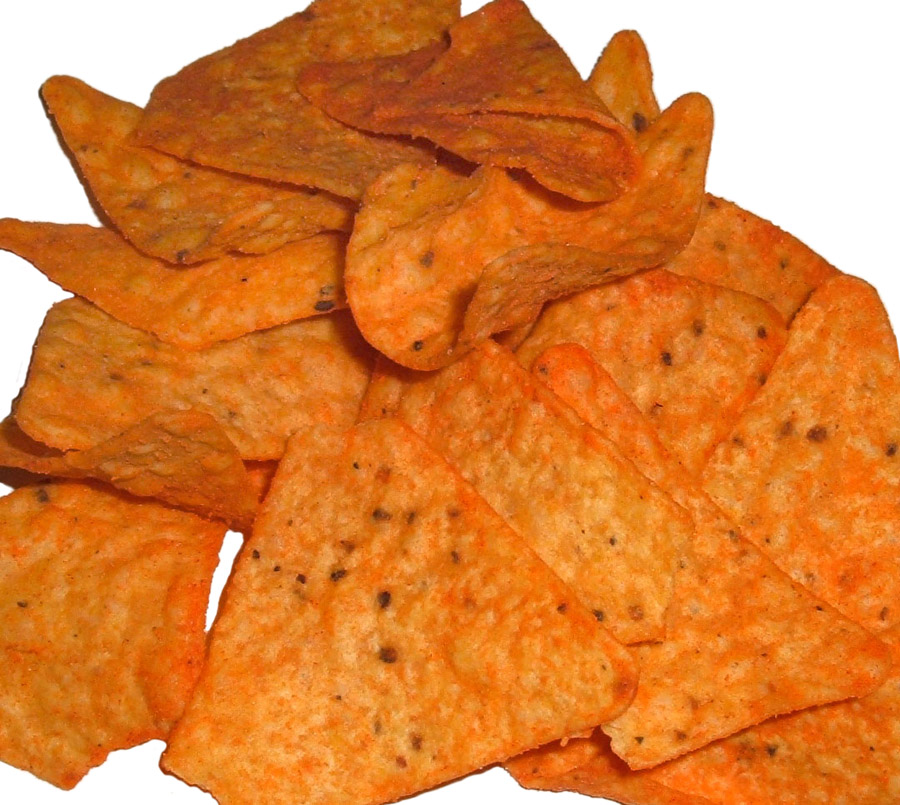
도리토스 조각

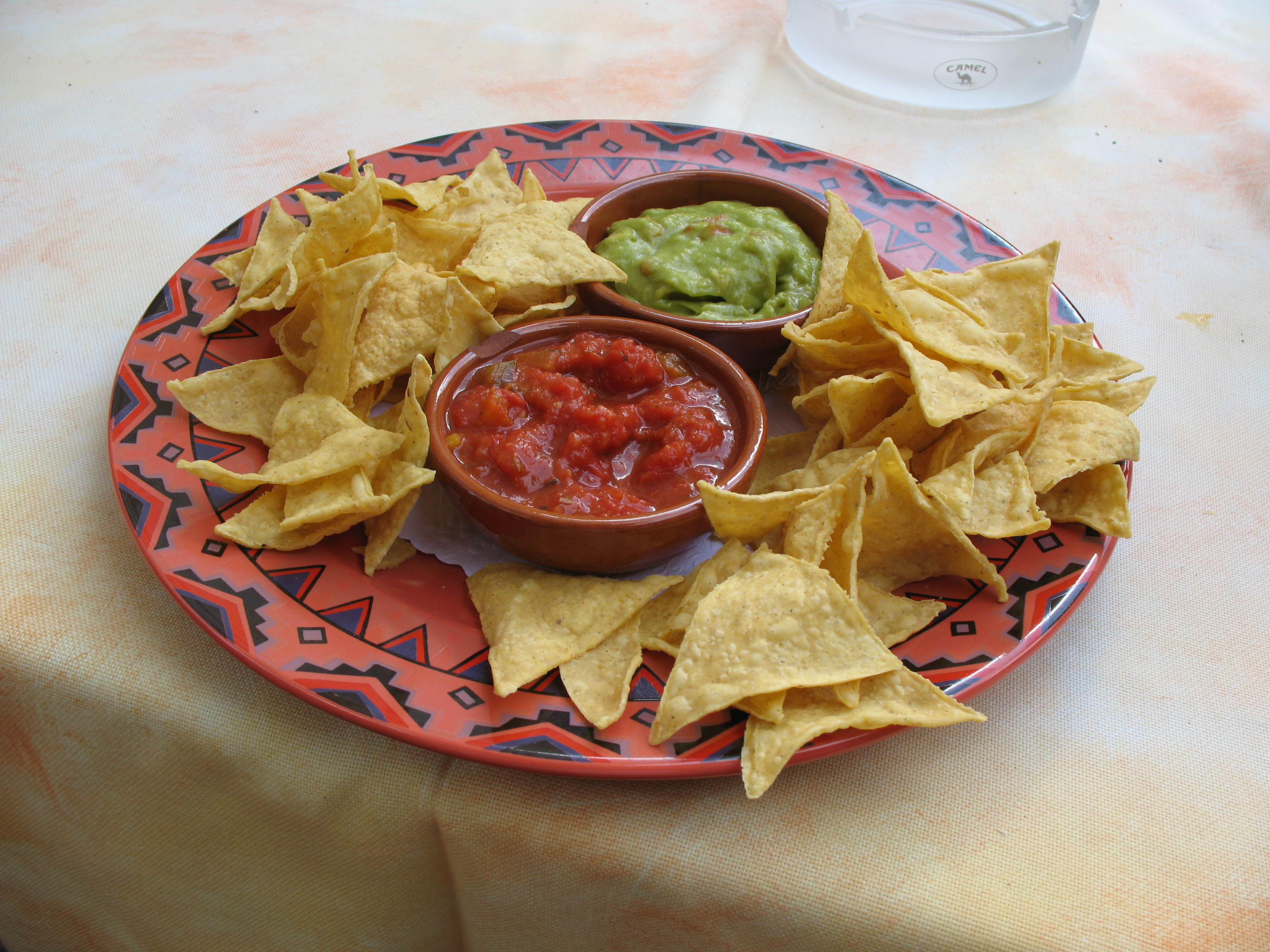
토르티야칩의 전통 상차림

도리토스(영어: Doritos)는 미국의 스낵 기업인 프리토레이(펩시코의 자회사)에 의해 1964년부터 생산되고 있는 멕시코풍의 전통 토르티야칩 브랜드이다. 취향에 따라 치즈맛, 할라피뇨맛, 양파맛 등 다양한 맛을 즐길 수 있다. 2012년 미국 브랜드 조사에 의하면, 미국에서 소비자들이 선호하는 스낵 3위에 올랐다. 대한민국에서는 오리온이 2002년부터 라이센스 생산을 해오다가, 2006년부터는 롯데웰푸드가 라이센스 생산을 해오고 있다. 이와 비슷한 스낵으로는 프리토스와 오리온에서 명칭을 바꿔 생산한 도도한 나쵸가 있다. 최근 한국에서는 '갈비천왕' 맛까지 개발되었다.

## 같이 보기
- 토르티야칩
- 도도한 나쵸